# Orlja (Pirot)
Pour les articles homonymes, voir Orlja.
Orlja (en serbe cyrillique : Орља) est un village de Serbie situé dans la municipalité de Pirot, district de Pirot. Au recensement de 2011, il comptait 40 habitants.

## Démographie
| 1948 | 1953 | 1961 | 1971 | 1981 | 1991 | 2002 | 2011 |
| ---- | ---- | ---- | ---- | ---- | ---- | ---- | ---- |
| 663  | 642  | 543  | 451  | 246  | 145  | 75   | 40   |

|  |